# Седьмая религиозная война
Седьмая религиозная война (фр. Septième guerre de Religion, ноябрь 1579 — ноябрь 1580), также известная, как «война влюблённых» (guerre des Amoureux) — вооруженный конфликт французских протестантов с королевской властью, часть французских религиозных войн.

## Конфликты
Неракский договор 28 февраля 1579 подтвердил условия Бержеракского мира, закончившего Шестую религиозную войну, и существенно усилил позиции гугенотов, которым на полгода были переданы ещё 14 безопасных городов .
При этом фактически военные действия не прекращались, гугеноты не собирались возвращать полученные города, а католики продолжали захватывать все новые города у протестантов. Лидеры католической партии были против компромисса с противником; такую позицию, в частности, занимал маршал Бирон, генеральный наместник Гиени, открыто враждовавший с королем Генрихом Наваррским, являвшимся губернатором той же самой провинции.
В июне 1579 на конференции в Монтобане лидеры протестантов решили взяться за оружие, если у них отберут безопасные города. Екатерина Медичи и Генрих III пытались добиться нового компромисса, созвав мирную конференцию в Мазере, в резиденции Ошского архиепископа (10—20.12.1579). Протестантов там представлял король Наваррский, католиков - губернатор Лангедока герцог Анри де Монморанси, короля — Никола д’Анжен, сеньор де Рамбуйе, королеву-мать — аббат де Гадань, которому также было поручено добиваться примирения Генриха Наваррского с Бироном.
20 декабря Наваррец внезапно покинул город, тем самым сорвав переговоры. Пьер де л’Этуаль сообщает, что маршал, недовольный его неуступчивостью, собирался схватить Генриха прямо на конференции. Анжен провел с королем Наваррским ещё одну встречу в Мазере, убеждая не поддаваться на провокации маршала, а королеву Маргариту просил повлиять на мужа.
Следовать этим благим пожеланиям было затруднительно, поскольку Генрих III, испытывавший давление со стороны католических вельмож, не мог проводить последовательную политику и, призывая к миру, одновременно поощрял захваты протестантских городов.
Другой причиной конфликта было невыполнение французским двором условий брачного контракта 1572 года, по которому Карл IX передавал сестре в апанаж графства Керси и Аженуа, включая права короны и полномочия назначать на должности и раздавать крупные бенефиции.
Ещё одной причиной были претензии Бурбонов на управление Пикардией, где у них имелись владения. Генрих Наваррский формально был наместником этой провинции, занимавшей важное стратегическое положение на границе с Испанскими Нидерландами. Секретные статьи Бержеракского мира предусматривали возвращение принцу Конде губернаторства в этой провинции, но пикардийцы были ревностными католиками и в том же 1576 году создали первую Католическую лигу, чтобы помешать ему вступить в Перонну. Генрих III в качестве компенсации передал принцу Сен-Жан-д'Анжели, но тот не оставлял планов проникнуть в Пикардию.
В октябре — ноябре Екатерине Медичи и Бельгарду удалось договориться о перемирии с протестантскими общинами Дофине и главой местных гугенотов Ледигьером, но герцог Анжуйский в сентябре покинул Париж, укрывшись в Алансоне, и матери не без труда удалось получить у него обещание не собирать вокруг себя недовольных.

## Война
Война возобновилась осенью 1579 года. Конде тайно покинул Сентонж и 29 ноября внезапным нападением захватил крепость Ла-Фер. Королева-мать в декабре лично прибыла к нему, пытаясь убедить вернуться на атлантическое побережье, а когда принц отказался, король направил для отвоевания Ла-Фера маршала Матиньона.
На Юго-Западе 25 декабря гугенотский капитан Матье Мерль захватил город Манд. Король Наваррский в письме Генриху III отрицал свою причастность к этому событию и приносил извинения.
В феврале 1580 на юг был направлен генерал-полковник пехоты Филиппо Строцци, имевший задание ещё раз попытаться помирить губернатора и генерального наместника Гиени. Он прибыл в Нерак 3 марта, и в тот же день католики захватили Сорез. Итальянец напомнил Беарнцу о том, что срок возвращения городов уже истек. Генрих ответил, что с радостью бы выполнил требования Парижа, но его сторонники не позволят этого сделать. Это означало объявление войны, и дворяне отправились по своим гарнизонам, так как маршал Бирон готовился к наступлению.
Современники и позднейшие историки считали виновницей этой гражданской войны Маргариту Наваррскую. По мнению матери и брата, она недостаточно отстаивала интересы семьи, находясь в лагере противника, и вместо этого увлеклась любовными похождениями, а гугенотам не нравилось, что она проводила время в увеселениях и подавала дурной пример протестантам при дворе. «Войной влюбленных» этот конфликт в насмешку назвал Агриппа д’Обинье, написавший, что его инициаторы при наваррском дворе были влюблены и желали прославиться, а Маргарита была главной вдохновительницей распри, поскольку влюбилась в виконта де Тюренна и была сердита на мужа, вмешивавшегося в её личную жизнь. Генрих III, также узнавший о бурном, но оказавшемся кратким романе сестры с Тюренном, в мае сообщил зятю, что эта история позорит честь королевской семьи.
Современные французские историки склоняются к тому, что амурные дела в данном случае не были причиной войны; король Наваррский тогда был влюблен в «Прекрасную Фоссёзу», а связь жены с одним из его друзей не вызывала у Генриха возражений, пока Маргарита оставалась союзником и посредником. У Наваррца были свои причины для начала войны, и он изложил их в письме к дяде, герцогу де Монпансье: хозяйничанье Бирона в Гиени и, что было самым неприятным, в наследственных землях Генриха в Перигоре и Лимузене, наносило ущерб его губернаторскому авторитету. Вернуть короне безопасные города он также не мог: это поставило бы под сомнение его способность возглавлять протестантов Юго-Запада.
В письме супруге 10 апреля Генрих сообщил, что вступает в войну для защиты своей чести, а в манифесте к дворянству 15 апреля объяснял, что вновь берется за оружие ради борьбы с католиками, нарушающими условия эдикта. В письме Генриху III 20 апреля он окончательно отказался возвращать города.
Крупнейшим событием войны стало взятие Каора, столицы графства Керси, на которое Генрих претендовал по праву жены. Город был взят 31 мая или 1 июня после трех или пяти дней упорных уличных боев, едва не закончившихся для Наваррца поражением. Маргарита поддержала его действия, что вызвало гнев у Генриха III, пришедшего к убеждению, что она была в сговоре со своими каорскими вассалами, и пославшего прокурора наложить арест на владения сестры.
Каорский успех стал первой победой Генриха Наваррского, но ослабленные кровопролитным сражением силы протестантов не могли противостоять более многочисленным королевским войскам, перешедшим в наступление. Бирон разбил противника под Мармандом, после чего наваррская армия отступила к Нераку. Маршал начал готовить его окружение и 12 сентября сделал несколько предупредительных выстрелов по замку, после чего немедленно принес письменные извинения королеве Наваррской за беспокойство.
В тот же день капитулировал Ла-Фер, осажденный Матиньоном 7 июля. Конде бежал в Англию, затем в Германию.

## Мир
Королева-мать решила, что пришло время заключать мир. Ещё в апреле она ездила к герцогу Анжуйскому в Берри и взяла с него слово не помогать Наваррцу. Взамен Месье потребовал от короны должность генерального наместника королевства и помощи в сватовстве к Елизавете Английской. Выполнение этих условий должно было помочь герцогу осуществить давнюю мечту о завоевании Нидерландов. В августе он приказал ввести войска в Камбре, чтобы помешать герцогу Пармскому занять город, а в сентябре принял в Плесси-ле-Туре депутацию Генеральных штатов, пообещавшую передать ему власть в Нидерландах, если французские войска помогут изгнать испанцев.
Надеясь отвлечь сына от нидерландской авантюры, Екатерина отправила его на юг в сопровождении профессиональных дипломатов Бельевра и Вильруа. Они должны были оставаться на юге до того, как условия мира не будут выполнены. 26 ноября 1580 был подписан мир в замке Ле-Флекс в Перигоре. Королевские представители уступили основному требованию короля Наваррского и непримиримый католик Бирон был заменен на более умеренного Матиньона. Спорные крепости были оставлены за гугенотами на шесть лет, но те, что были захвачены в ходе этой войны, подлежали возврату.
Кроме этого, Месье получал Манд, Каор, Монсегюр, Сент-Эмильен и Монтегю в Пуату, а Тюренн должен был получить Ла-Реоль (последнее условие король не утвердил).

## Последствия
Ле-Флекский мир не удовлетворил многих протестантов, считавших, что король Наваррский проигнорировал их интересы. Особенное недовольство выказывал Конде, ничего не получивший по итогам войны. С другой стороны, Генрих смог связаться с кузеном, только когда тот вернулся во Францию и объявился в Ниме. Существовала опасность того, что Конде вместе с Дамвилем поднимет восстание в Лангедоке и призовет на помощь иностранные войска. Наваррец послал к принцу Тюренна, но Конде только грубо выругался в адрес Генриха.
Женевские и немецкие протестанты также осудили соглашение с Парижем. Генрих Наваррский продемонстрировал смирение перед кальвинистской метрополией, но затем сумел добиться одобрения своей политики со стороны ассамблеи делегатов протестантских церквей Франции, на которую прислали своих представителей курфюрст Иоганн Казимир, герцог Анжуйский и Генрих III. Заключительный акт этой ассамблеи был подписан 24 мая 1581 года, Генрих Наваррский обозначен в нём как защитник и покровитель протестантских церквей французского королевства, обязанный хранить согласие со всеми вождями гугенотской партии при обязательстве «безусловного повиновения королю Франции, данному нам Богом, и подчинения его эдиктам».
По выражению Жан-Пьера Баблона, Генрих Наваррский превратился в своего рода вице-короля протестантской Франции, и его новый статус был признан внутри и за пределами страны. Одновременно повысился и уровень риска, которому он подвергался: с февраля 1580 года начинается череда покушений на его жизнь (в первый же год их было сразу три).